# Будильский сельский совет (Лебединский район)
Будильский сельский совет (укр. Будильська сільська рада) — входит в состав
Лебединского района
Сумской области
Украины.
Административный центр сельского совета находится в 
с. Будилка
.

## Населённые пункты совета
- с. Будилка
- с. Гарбари
- с. Грабцы
- с. Дремлюги
- с. Куличка
- с. Селище
- с. Софиевка
- с. Чернецкое

## Ликвидированные населённые пункты совета
- с. Тимофеевка